# Bósnia e Herzegovina no Festival Eurovisão da Canção
A Bósnia e Herzegovina tem um histórico médio no que toca ao Festival Eurovisão da Canção. Até ao início do processo de semifinais, o melhor resultado da Bósnia foi um 7º lugar, em 1999.
Desde que existem semifinais, a Bósnia e Herzegovina qualificou-se sempre (à exceção de 2016) e atingiu resultados bem razoáveis. A sua melhor classificação foi em 2006, um 3º lugar com a música Lejla. No entanto, não participa desde 2017, devido a dificuldades financeiras.

## Galeria

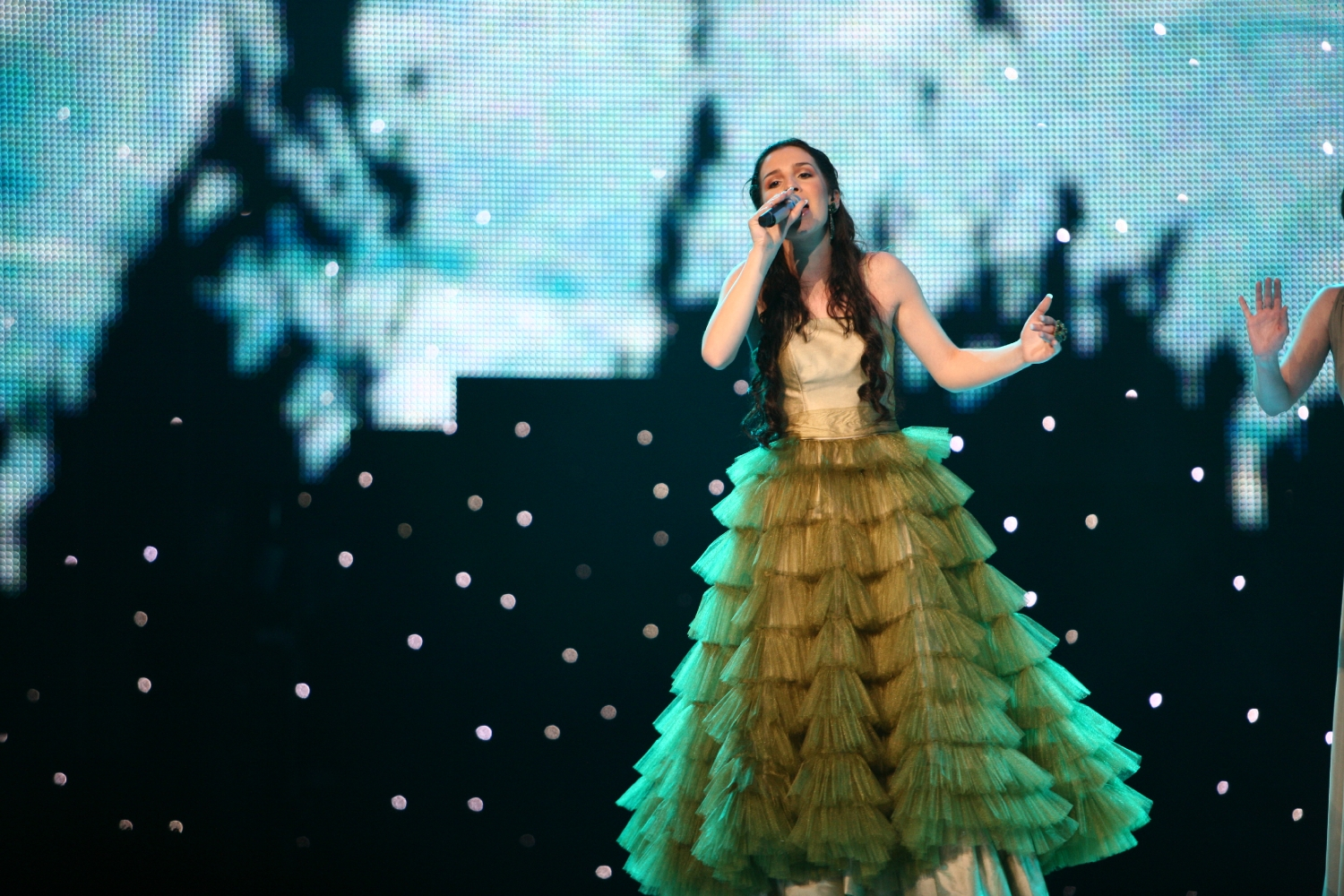
Marija Šestić em Helsínquia (2007)
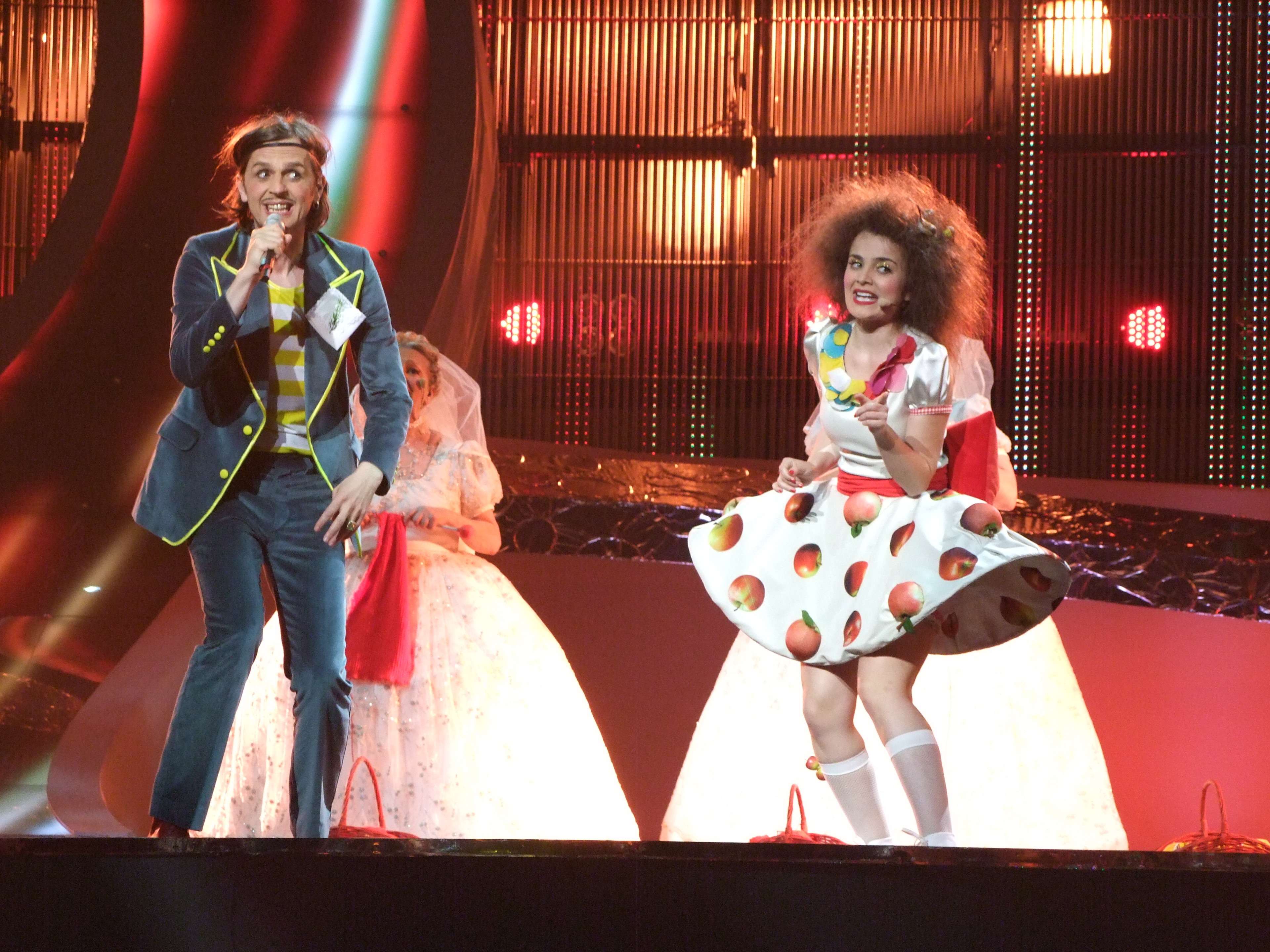
Laka em Belgrado (2008)
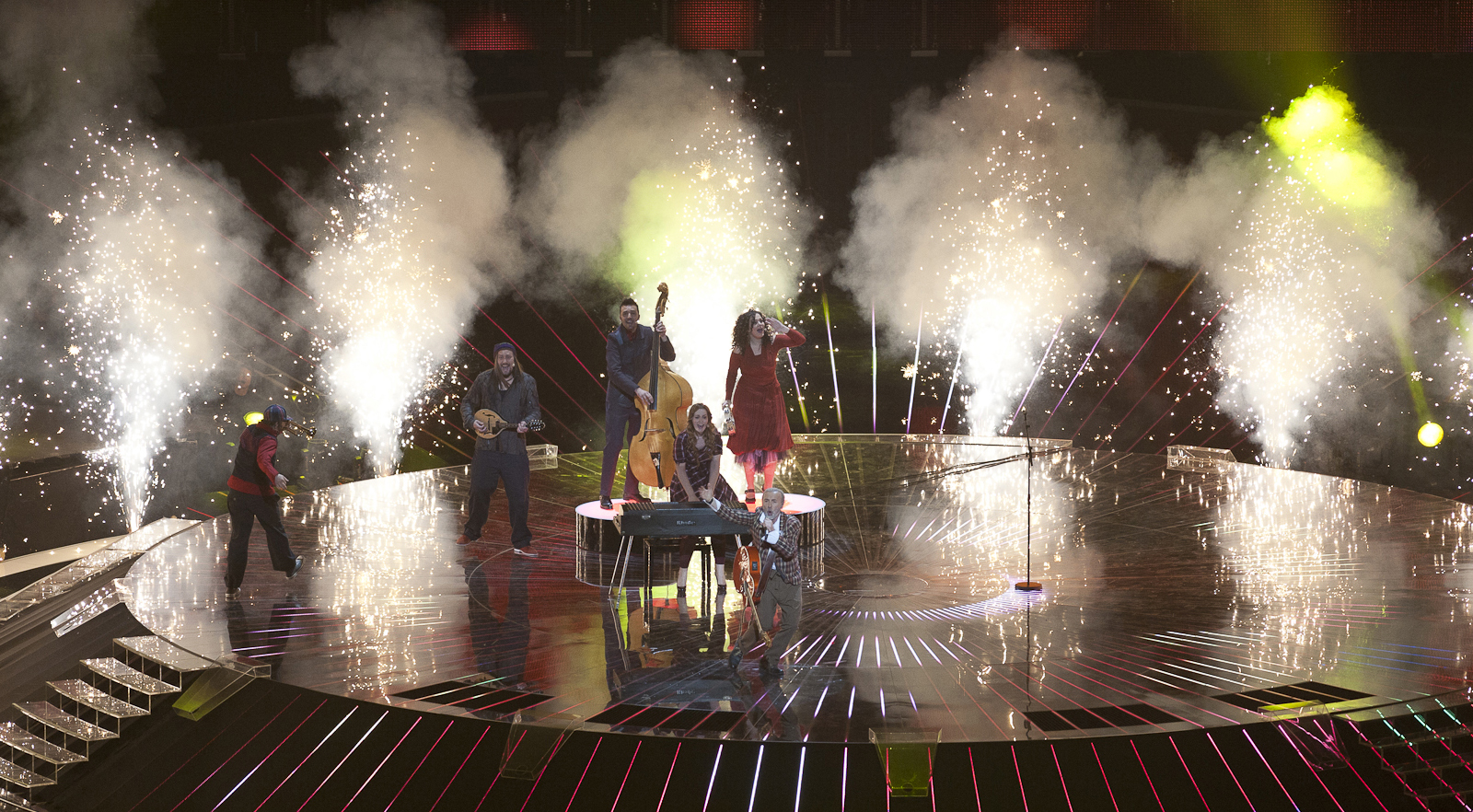
Dino Merlin em Düsseldorf (2011)
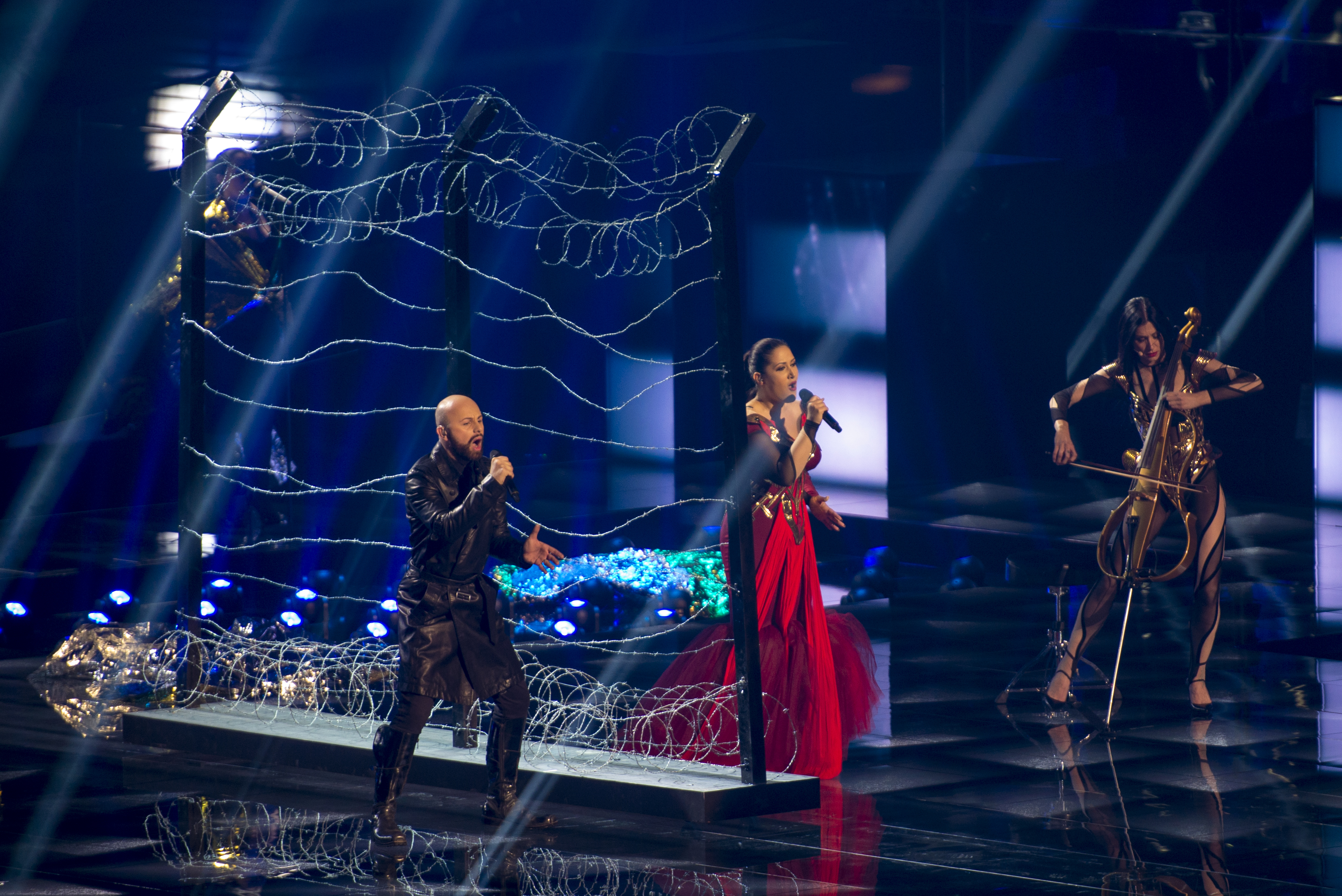
Dalal & Deen feat. Ana Rucner & Jala em Estocolmo (2016)

## Participações
Legenda
     Vencedor
     2.º lugar
     3.º lugar
     Pontuação Nula ("Null Points")/Último Lugar
     Melhor classificação (fora do top 3)
     Qualificação para a final (fora do top 3)
     País-anfitrião
     Desclassificado
| #                                | Ano             | Artista                              | Canção                                                              | Língua           | Final             | Pontos            | Semi                   | Pontos                 |
| -------------------------------- | --------------- | ------------------------------------ | ------------------------------------------------------------------- | ---------------- | ----------------- | ----------------- | ---------------------- | ---------------------- |
| 1º                               | Millstreet 1993 | Fazla                                | "Sva bol svijeta" Toda a dor do mundo                               | Bósnio           | 16º               | 27                | 2º                     | 52                     |
| 2º                               | Dublin 1994     | Alma & Dejan                         | "Ostani kraj mene" Fica ao meu lado                                 | Bósnio           | 15º               | 39                | Sem Semifinais         | Sem Semifinais         |
| 3º                               | Dublin 1995     | Davorin Popović                      | "Dvadeset prvi vijek" Século XXI                                    | Bósnio           | 19º               | 14                | Sem Semifinais         | Sem Semifinais         |
| 4º                               | Oslo 1996       | Amila Glamočak                       | "Za našu ljubav" Para o nosso amor                                  | Bósnio           | 22º               | 13                | 21º                    | 29                     |
| 5º                               | Dublin 1997     | Alma Čardžić                         | "Goodbye" Adeus                                                     | Bósnio           | 18º               | 22                | Sem Semifinais         | Sem Semifinais         |
|                                  | Birmingham 1998 | Não participou                       | Não participou                                                      | Não participou   | Não participou    | Não participou    | Sem Semifinais         | Sem Semifinais         |
| 6º                               | Jerusalém 1999  | Dino & Beatrice                      | "Putnici" Viajantes                                                 | Bósnio & Francês | 7º                | 86                | Sem Semifinais         | Sem Semifinais         |
|                                  | Estocolmo 2000  | Não participou                       | Não participou                                                      | Não participou   | Não participou    | Não participou    | Sem Semifinais         | Sem Semifinais         |
| 7º                               | Copenhaga 2001  | Nino Pršeš                           | "Hano" Ó Hana                                                       | Bósnio & Inglês  | 14º               | 29                | Sem Semifinais         | Sem Semifinais         |
| 8º                               | Tallinn 2002    | Maja Tatić                           | "Na jastuku za dvoje" (На јастуку за двоје) Numa almofada para dois | Sérvio & Inglês  | 13º               | 33                | Sem Semifinais         | Sem Semifinais         |
| 9º                               | Riga 2003       | Mija Martina                         | "Ne brini" Não Te Preocupes                                         | Croata & Inglês  | 16º               | 27                | Sem Semifinais         | Sem Semifinais         |
| 10º                              | Istambul 2004   | Deen                                 | "In The Disco" Na discoteca                                         | Inglês           | 9º                | 91                | 7º                     | 133                    |
| 11º                              | Kiev 2005       | Feminnem                             | "Call Me" Chama-me                                                  | Inglês           | 14º               | 79                | Top 12 no ano anterior | Top 12 no ano anterior |
| 12º                              | Atenas 2006     | Hari Mata Hari                       | "Lejla"                                                             | Bósnio           | 3º                | 229               | 2º                     | 267                    |
| 13º                              | Helsínquia 2007 | Marija Šestić                        | "Rijeka bez imena" (Ријека без имена) Rio sem nome                  | Sérvio           | 11º               | 106               | Top 10 no ano anterior | Top 10 no ano anterior |
| 14º                              | Belgrado 2008   | Laka                                 | "Pokušaj" Trata                                                     | Bósnio           | 10º               | 110               | 9º                     | 72                     |
| 15º                              | Moscovo 2009    | Regina                               | "Bistra voda" Água Cristalina                                       | Bósnio           | 9º                | 106               | 3º                     | 125                    |
| 16º                              | Oslo 2010       | Vukašin Brajić                       | "Thunder And Lightning" Raios e Trovões                             | Inglês           | 17º               | 51                | 8º                     | 59                     |
| 17º                              | Düsseldorf 2011 | Dino Merlin                          | "Love in Rewind" Amor rebobinado                                    | Inglês & Bósnio  | 6º                | 125               | 5º                     | 109                    |
| 18º                              | Baku 2012       | Maya Sar                             | "Korake ti znam" Ouvi que vinhas a caminho                          | Bósnio           | 18º               | 55                | 6º                     | 77                     |
| Não participou entre 2013 e 2015 |                 |                                      |                                                                     |                  |                   |                   |                        |                        |
| 19º                              | Estocolmo 2016  | Dalal & Deen feat. Ana Rucner & Jala | "Ljubav je" O amor é                                                | Bósnio           | Não se qualificou | Não se qualificou | 11º                    | 104                    |
| Não participa desde 2017         |                 |                                      |                                                                     |                  |                   |                   |                        |                        |

| Ano             | Artista                              | Canção                  | Final             | Final             | Final             | Final             | Final             | Final             | Semi            | Semi            | Semi            | Semi            | Semi | Semi   |
| Ano             | Artista                              | Canção                  | Tlv.              | Pontos            | Júri              | Pontos            | Cl.               | Pontos            | Tlv.            | Pontos          | Júri            | Pontos          | Cl.  | Pontos |
| --------------- | ------------------------------------ | ----------------------- | ----------------- | ----------------- | ----------------- | ----------------- | ----------------- | ----------------- | --------------- | --------------- | --------------- | --------------- | ---- | ------ |
| Moscovo 2009    | Regina                               | "Bistra voda"           | 7º                | 124               | 12º               | 90                | 9º                | 106               | Apenas televoto | Apenas televoto | Apenas televoto | Apenas televoto | 3º   | 125    |
| Oslo 2010       | Vukašin Brajić                       | "Thunder And Lightning" | 16º               | 35                | 14º               | 65                | 17º               | 51                | 11º             | 42              | 5º              | 86              | 8º   | 59     |
| Düsseldorf 2011 | Dino Merlin                          | "Love in Rewind"        | 6º                | 151               | 11º               | 90                | 6º                | 125               | 2º              | 131             | 11º             | 65              | 5º   | 109    |
| Baku 2012       | Maya Sar                             | "Korake ti znam"        | 16º               | 57                | 15º               | 71                | 18º               | 55                | 7º              | 70              | 6º              | 77              | 6º   | 77     |
| Estocolmo 2016  | Dalal & Deen feat. Ana Rucner & Jala | "Ljubav je"             | Não se qualificou | Não se qualificou | Não se qualificou | Não se qualificou | Não se qualificou | Não se qualificou | 8º              | 78              | 14º             | 26              | 11º  | 104    |

## Comentadores e porta-vozes
| Ano(s) | Comentador televisivo | Porta-voz             |
| ------ | --------------------- | --------------------- |
| 1993   | Ismeta Dervoz-Krvavac | Senad Hadžifejzović   |
| 1994   | Ismeta Dervoz-Krvavac | Diana Grković-Foretić |
| 1995   | Ismeta Dervoz-Krvavac | Diana Grković-Foretić |
| 1996   | Suad Bejtović         | Segmedina Srna        |
| 1997   | Diana Grković-Foretić | Segmedina Srna        |
| 1998   | Ismeta Dervoz-Krvavac | Não participou        |
| 1999   | Ismeta Dervoz-Krvavac | Segmedina Srna        |
| 2000   | Ismeta Dervoz-Krvavac | Não participou        |
| 2001   | Ismeta Dervoz-Krvavac | Segmedina Srna        |
| 2002   | Ismeta Dervoz-Krvavac | Segmedina Srna        |
| 2003   | Dejan Kukrić          | Ana Vilenica          |
| 2004   | Dejan Kukrić          | Mija Martina          |
| 2005   | Dejan Kukrić          | Ana Mirjana Račanović |
| 2006   | Dejan Kukrić          | Vesna Andree-Zaimović |
| 2007   | Dejan Kukrić          | Vesna Andree-Zaimović |
| 2008   | Dejan Kukrić          | Melina Garibović      |
| 2009   | Dejan Kukrić          | Laka                  |
| 2010   | Dejan Kukrić          | Ivana Vidmar          |
| 2011   | Dejan Kukrić          | Ivana Vidmar          |
| 2012   | Dejan Kukrić          | Laka                  |
| 2013   | Dejan Kukrić          | Não participou        |
| 2014   | Não transmitiu        | Não participou        |
| 2015   | Não transmitiu        | Não participou        |
| 2016   | Dejan Kukrić          | Ivana Crnogorac       |
| 2017   | Não transmitiu        | Não participou        |
| 2018   | Não transmitiu        | Não participou        |

## Maestros
| Ano(s) | Maestro                     |
| ------ | --------------------------- |
| 1993   | Esad Arnautalić (semifinal) |
| 1993   | Noel Kelehan (final)        |
| 1994   | Sinan Alimanović            |
| 1995   | Sinan Alimanović            |
| 1996   | Sinan Alimanović            |
| 1997   | Sinan Alimanović            |
| 1998   | Não participou              |

## Historial dos votos
| Bósnia e Herzegovina deu mais pontos a: | Bósnia e Herzegovina deu mais pontos a: | Bósnia e Herzegovina deu mais pontos a: |
| Rank                                    | País                                    | Pontos                                  |
| --------------------------------------- | --------------------------------------- | --------------------------------------- |
| 1                                       | Croácia                                 | 176                                     |
| 2                                       | Turquia                                 | 133                                     |
| 3                                       | Macedónia do Norte                      | 114                                     |
| 4                                       | Eslovénia                               | 110                                     |
| 4                                       | Sérvia                                  | 110                                     |

| Bósnia e Herzegovina recebeu mais pontos de: | Bósnia e Herzegovina recebeu mais pontos de: | Bósnia e Herzegovina recebeu mais pontos de: |
| Rank                                         | País                                         | Pontos                                       |
| -------------------------------------------- | -------------------------------------------- | -------------------------------------------- |
| 1                                            | Croácia                                      | 194                                          |
| 2                                            | Turquia                                      | 175                                          |
| 3                                            | Eslovénia                                    | 151                                          |
| 4                                            | Suécia                                       | 127                                          |
| 5                                            | Macedónia do Norte                           | 116                                          |

## Prémios Marcel Bezençon
Prémio Compositor
| Ano  | Canção        | Compositor(es) Letra (l) / Música (m)                               | Artista        | Resultado na final | Pontos | Anfitriã |
| ---- | ------------- | ------------------------------------------------------------------- | -------------- | ------------------ | ------ | -------- |
| 2006 | "Lejla"       | Željko Joksimović (m), Fahrudin Pecikoza (l) and Dejan Ivanović (l) | Hari Mata Hari | 3º                 | 229    | Atenas   |
| 2009 | "Bistra voda" | Aleksandar Čović (m & l)                                            | Regina         | 9º                 | 106    | Moscovo  |